# Холистическое детективное агентство Дирка Джентли (телесериал)
«Холисти́ческое детекти́вное аге́нтство Ди́рка Дже́нтли», или просто «Детективное агентство Дирка Джентли» (англ. Dirk Gently's Holistic Detective Agency) — американский фантастический телесериал, основанный на одноимённой серии книг Дугласа Адамса. Сериал, созданный Максом Лэндисом, рассказывает о детективе Дирке Джентли (Сэмюэл Барнетт) и его вынужденном напарнике Тодде (Элайджа Вуд). Первый трейлер был представлен на San Diego Comic-Con International в 2016 году. Сериал является продуктом совместного производства BBC America и Netflix. Премьера шоу состоялась на BBC America 22 октября 2016 года в США, а для международной аудитории сериал стал доступен на платформе Netflix 11 декабря 2016 года.
21 ноября 2016 года телеканал BBC America продлил сериал на второй сезон из десяти эпизодов, премьера которого состоялась 14 октября 2017 года. 18 декабря 2017 года BBC America объявил о закрытии сериала после двух сезонов.

## Сюжет
Сериал рассказывает о приключениях эксцентричного «холистического детектива» Дирка Джентли и его вынужденного напарника Тодда Бротцмана.

## В ролях

### Основной состав
- Сэмюэл Барнетт — Дирк Джентли[англ.]: эксцентричный «холистический» детектив, который верит, что всё во Вселенной взаимосвязано. Он расследует дела не обычными методами, а следуя за обстоятельствами. Оказалось, что он является одним из объектов исследований правительственной организации по изучению людей с необычными способностями.
- Элайджа Вуд — Тодд Бротцман: вынужденный напарник Дирка. До событий сериала Тодд играл в музыкальной группе «Мексиканские похороны», которая распалась. На начало сериала Тодд работает коридорным в отеле. Возраст в первом сезоне: 33 года, возраст, указанный во втором сезоне: 36 лет.
- Ханна Маркс — Аманда Бротцман: младшая сестра Тодда, страдающая от нервного заболевания, которое вызывает галлюцинации и заставляет ощущать их как реальные[8]. Возраст: 24 года.
- Фиона Дуриф — Бартина «Барт» Кёрлиш: «холистический» убийца, которая верит, что Вселенная приводит её к людям, которых она должна убить. Она чувствует, что должна найти Дирка Джентли, и собирается убить его, хотя даже не знает, кто он[9].
- Джейд Эшете — Фара Адриана Блэк, телохранительница семейства Спрингов. Имеет серьёзную военную подготовку, обладает навыками опытного полицейского. Большинство членов семьи Фары работают (работали) на правоохранительные органы.
- Умпо Квахо — Кен Адамс: хакер, которого похищает Барт и заставляет путешествовать с ней[9].
- Майкл Эклунд — Мартин: лидер анархистской группы «Хулиганская тройка».
- Дастин Миллиган — сержант Хьюго Фридкин: недалёкий правительственный агент, работающий с Риггинсом[9].
- Осрик Чау — Вогл: самый молодой член «Хулиганской тройки» (сезон 1 периодически; сезон 2 регулярно)[10].

### Второстепенный состав
- Вив Ликок — Гриппс: член «Хулиганской тройки».
- Зак Сантьяго — Кросс: член «Хулиганской тройки».
- Майкл Эклунд — Мартин: член «Хулиганской тройки».

Первый сезон
- Мигель Сандовал[англ.] — полковник Скотт Риггинс: правительственный агент, который выслеживает Дирка[9].
- Нил Браун мл. — детектив Эстевес: детектив, разыскивающий пропавших без вести людей, напарник Зиммерфельда[9].
- Аарон Дуглас — Гордон Риммер: отчаянный человек, одержимый продлевающей жизнь машиной и своей собакой Рапунцель.
- Дэвид Льюис — агент Видл: агент ФБР, с которым пересекаются дела Эстевеса и Зиммерфельда.
- Ричард Шифф — детектив Зиммерфельд: детектив, разыскивающий пропавших без вести людей, напарник Эстевеса[9].
- Майкл Адамтуэйт — Зед: ключевой участник группы «Люди машины».
- Кристиан Бако — Эд: ключевой участник группы «Люди машины».
- Элисон Торнтон — Лидия Спринг: дочь и наследница Патрика Спринга. Почти всё время провела в теле корги Рапунцель.
- Джулиан Макмэхон — Патрик Спринг/Эдгар Спринг/Захария Вэбб: убитый миллионер и отец Лидии Спринг. Изобретатель Машины.
- Маккензи Грей — Люкс Дужур: пропавшая рок-звезда.

Второй сезон
- Алан Тьюдик — мистер Прист: безжалостный, опасный и жестокий охотник за головами, работающий на Чёрное Крыло.
- Джон Ханна — Маг: могущественный волшебник, покоривший сказочное королевство Вендимор, который жаждет захватить мир.
- Тайлер Лэбин — Шерлок Хоббс: шериф маленького городка, который помогает Дирку, Тодду и Фаре в расследовании.
- Иззи Стил — Тина Теветино: молодая помощница шерифа, оторва, обрадованная тем, что появление Дирка и его друзей принесло разнообразие в её скучную повседневную жизнь. Является бисексуалкой. Грешила употреблением наркотиков.
- Аманда Уолш — Сьюзи Бортон: неуверенная в себе и депрессивная домохозяйка 40 лет, страдающая от болей в бедре вследствие автомобильной аварии. Замужем, имеет сына-подростка.
- Алекс Паунович — Вигар Оак: оперативник королевской семьи Денгдамор в магическом королевстве Вендимор, телохранитель Сайласа.
- Ли Маждуб — Сайлас Денгдамор: принц и любовник Панто Троста, сына противоборствующей Денгдаморам семьи.
- Карин Коновал — Фрия Денгдамор, мать Сайласа.
- Кристофер Расселл — Панто Трост: принц долины Ингленук, любовник Сайласа. Разыскивает Дирка Джентли, который, согласно пророчеству, способен найти Мальчика и принести мир в королевство.
- Эмили Теннант[англ.] — Зверь (Зверушка): обитающее в Вендиморе существо. При встрече с Дирком определила его своим парнем Слюнявкой.
- Кристиан Слоан — Лорд Треугольник Плохозлой, помощник Мага в Вендиморе, возглавляет его армию.

## Эпизоды
| Сезон | Сезон | Эпизоды | Оригинальная дата показа | Оригинальная дата показа |
| Сезон | Сезон | Эпизоды | Премьера сезона          | Финал сезона             |
| ----- | ----- | ------- | ------------------------ | ------------------------ |
|       | 1     | 8       | 22 октября 2016          | 10 декабря 2016          |
|       | 2     | 10      | 14 октября 2017          | 16 декабря 2017          |

### Сезон 1 (2016)
| № общий | № в сезоне | Название                            | Режиссёр           | Автор сценария          | Дата премьеры   | Зрители в США (млн) |
| --- | ---------- | ----------------------------------- | ------------------ | ----------------------- | --------------- | ------------------- |
| 1 | 1          | «Horizons»                          | Дин Паризо         | Макс Лэндис             | 22 октября 2016 | 0,437               |
| Жестокое убийство происходит в отеле, где работает Тодд; необычные персонажи, в том числе Дирк Джентли, вмешиваются в его доселе мирную жизнь.                                   |            |                                     |                    |                         |                 |                     |
| 2 | 2          | «Lost & Found»                      | Дин Паризо         | Макс Лэндис             | 29 октября 2016 | 0,293               |
| Тодд нехотя работает с Дирком, пытаясь спасти похищенную девушку, которая думает, что она собака, но получает только настоящую собаку. План обмена собаки на девушку провалился. |            |                                     |                    |                         |                 |                     |
| 3 | 3          | «Rogue Wall Enthusiasts»            | Майкл Патрик Джэнн | Макс Лэндис             | 5 ноября 2016   | 0,297               |
| Копаясь в прошлом Спринг, Фара и Дирк находят свою первую большую подсказку; Тодд узнает, что у него нет безопасного убежища.                                                    |            |                                     |                    |                         |                 |                     |
| 4 | 4          | «Watkin»                            | Майкл Патрик Джэнн | Энди Блэк               | 12 ноября 2016  | 0,248               |
| 5 | 5          | «Very Erectus»                      | Тамра Дэвис        | Роберт Купер            | 19 ноября 2016  | 0,240               |
| 6 | 6          | «Fix Everything»                    | Тамра Дэвис        | Макс Лэндис             | 26 ноября 2016  | 0,198               |
| 7 | 7          | «Weaponized Soul»                   | Пако Кабесас       | Макс Лэндис             | 3 декабря 2016  | 0,307               |
| 8 | 8          | «Two Sane Guys Doing Normal Things» | Пако Кабесас       | Энди Блэк и Макс Лэндис | 10 декабря 2016 | 0,277               |

### Сезон 2 (2017)
| № общий | № в сезоне | Название                   | Режиссёр           | Автор сценария                                                | Дата премьеры   | Зрители в США (млн) |
| ------- | ---------- | -------------------------- | ------------------ | ------------------------------------------------------------- | --------------- | ------------------- |
| 9       | 1          | «Space Rabbit»             | Дуглас Маккиннон   | Макс Лэндис                                                   | 14 октября 2017 | 0,235               |
| 10      | 2          | «Fans of Wet Circles»      | Дуглас Маккиннон   | Рассел Френд и Гаррет Лернер                                  | 21 октября 2017 | 0,245               |
| 11      | 3          | «Two Broken Fingers»       | Майкл Патрик Джэнн | Мэтт Голдман                                                  | 28 октября 2017 | 0,219               |
| 12      | 4          | «The House Within a House» | Майкл Патрик Джэнн | Роберт К. Купер                                               | 4 ноября 2017   | 0,212               |
| 13      | 5          | «Shapes and Colors»        | Ричард Лэкстон     | Макс Лэндис                                                   | 11 ноября 2017  | 0,248               |
| 14      | 6          | «Girl Power»               | Ричард Лэкстон     | Шинейд Дэйли                                                  | 18 ноября 2017  | 0,256               |
| 15      | 7          | «This Is Not Miami»        | Уэйн Йип           | Молли Нуссбаум                                                | 25 ноября 2017  | 0,282               |
| 16      | 8          | «Little Guy, Black Hair»   | Уэйн Йип           | Рассел Френд и Гаррет Лернер                                  | 2 декабря 2017  | 0,259               |
| 17      | 9          | «Trouble Is Bad»           | Алрик Райли        | Макс Лэндис и Молли Нуссбаум                                  | 9 декабря 2017  | 0,280               |
| 18      | 10         | «Nice Jacket»              | Алрик Райли        | Сюжет : Шинейд Дэйли и Макс Лэндис Телесценарий : Макс Лэндис | 16 декабря 2017 | 0,250               |